# ロバート・レッドフォード
チャールズ・ロバート・レッドフォード・ジュニア（Charles Robert Redford Jr., 1936年8月18日 - ）は、カリフォルニア州サンタモニカ出身のアメリカ合衆国の俳優、映画監督、映画プロデューサー。サンダンス・インスティテュート主宰。1970年代に、ハリウッド屈指の美男俳優として数多くの映画に出演。1980年、自身が監督した映画『普通の人々』でアカデミー監督賞を受賞、作品もアカデミー作品賞を受賞し、ハリウッドで初めて「演技と製作の双方で地位を確立した映画人」といわれた。

## 経歴
カリフォルニア州ロサンゼルス郡サンタ・モニカ出身。父親の仕事の都合で同ロサンゼルス郡バン・ナイズ（Van Nuys）に移る。バンナイズ高校に入学。クラスメイトにメジャーリーグ投手のドン・ドライスデールがいた。
高校を卒業後、野球の特待生としてコロラド大学に進学。投手として活躍するも、未成年での飲酒が発覚し特待生の資格を失ったことを機に中退。その後画家の道を志しヨーロッパに渡り放浪生活を送るも挫折しアメリカに戻る。ユタ州に移住してアメリカ演劇アカデミーで舞台美術を学ぶが途中から俳優に転向し1959年にブロードウェイでデビューした。
テレビドラマや舞台で小さな役を経験し1962年には初の映画出演を果たすも大きな役に恵まれず長年に及ぶ下積み生活を余儀なくされた。1969年、アメリカン・ニューシネマの傑作『明日に向って撃て!』に出演。ポール・ニューマンとの共演で話題を呼んだ本作は興業的に大成功を収め、レッドフォード自身も知的で信頼性があり、時に冷淡な雰囲気を醸し出す俳優として一躍スターダムに上り詰めた。
1970年代に入ると、ハリウッド屈指の美男俳優として数多くの作品に出演するようになり、1973年にはニューマンと再びタッグを組んだ映画『スティング』で主役の詐欺師を演じた。本作での軽妙な演技は高い評価を獲得し、第48回アカデミー賞では主演男優賞にノミネートされた上に作品自体は作品賞を受賞。その他にも、男女の哀しき恋愛を描いた映画『追憶』ではバーバラ・ストライサンド演じる理想主義な女性と恋に落ちる男を、ウォーターゲート事件を描いた政治サスペンス映画『大統領の陰謀』ではダスティン・ホフマン演じる若手記者と共に事件の究明を目指す後輩記者を熱演し、高い評価と人気を更に獲得していった。
1980年には監督業にも進出。初監督作品『普通の人々』で、処女作にもかかわらず、アカデミー監督賞を受賞。ハリウッドで初めて「演技と製作の双方で成功を収めた映画人」の地位を確立した。翌1981年、ユタ州のパークシティに若手映画人の育成を目的としてサンダンス・インスティテュートを設立。優秀なインディペンデント映画とその製作者を世に送り出すためにサンダンス映画祭を開催。現在は出演、監督、製作の面から映画に携わっている。
2013年、第66回カンヌ国際映画祭のコンペティション外で上映された『オール・イズ・ロスト 〜最後の手紙〜』（J・C・チャンダー監督）における演技が批評家と観客の双方から絶賛された。
同年、サンタバーバラ映画祭においてアメリカン・リヴィエラ賞を受賞した。
2016年、大統領自由勲章を受章。
2018年8月6日、俳優を引退すると表明したと報じられた。

## 政治的スタンス
リベラル派で民主党支持者として知られ、環境問題、ネイティヴ・アメリカンやLGBTの権利、芸術活動などに取り組んでいる。議会にはたらきかけるアドヴォカシー団体も支援した。同じリベラル派のポール・ニューマンとは、政治的スタンスも一致していた。

## 私生活
1959年に結婚し4人の子供をもうけるが（一人は乳児の時に死去）1985年に離婚。1990年代から同棲していた女性と2009年に再婚した。

## ギャラリー

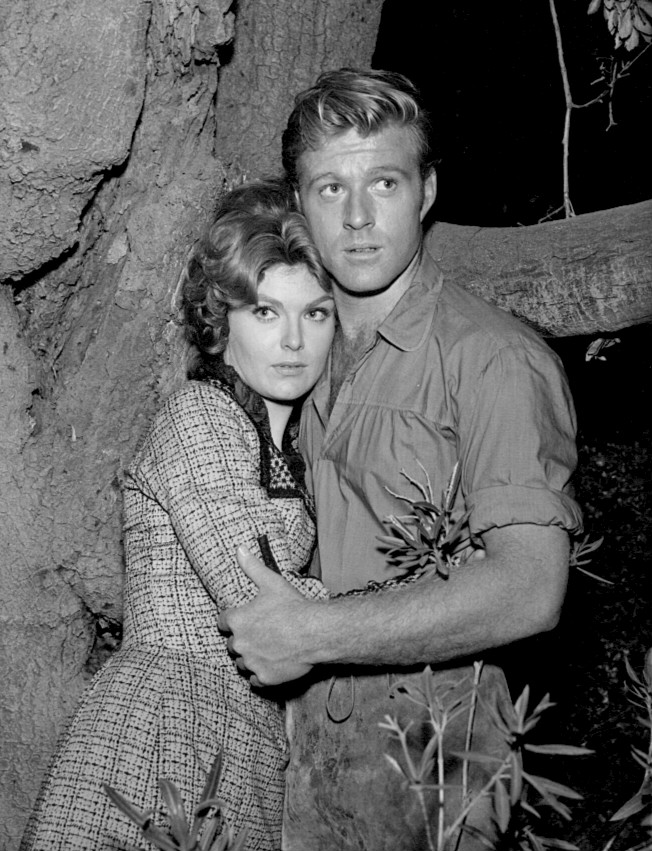
TVシリーズ『バージニアン』（1964年）
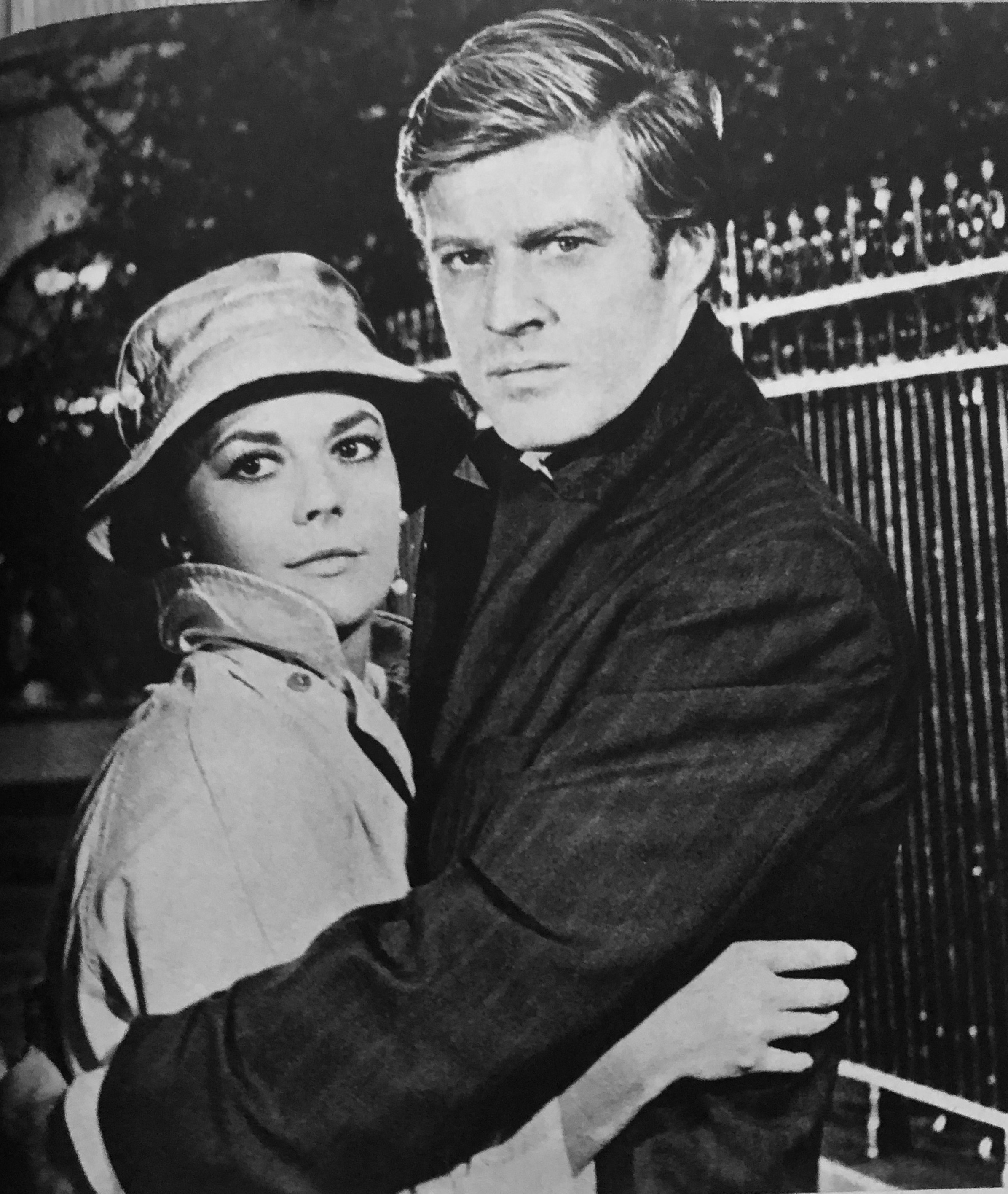
『雨のニューオリンズ』（1966年）
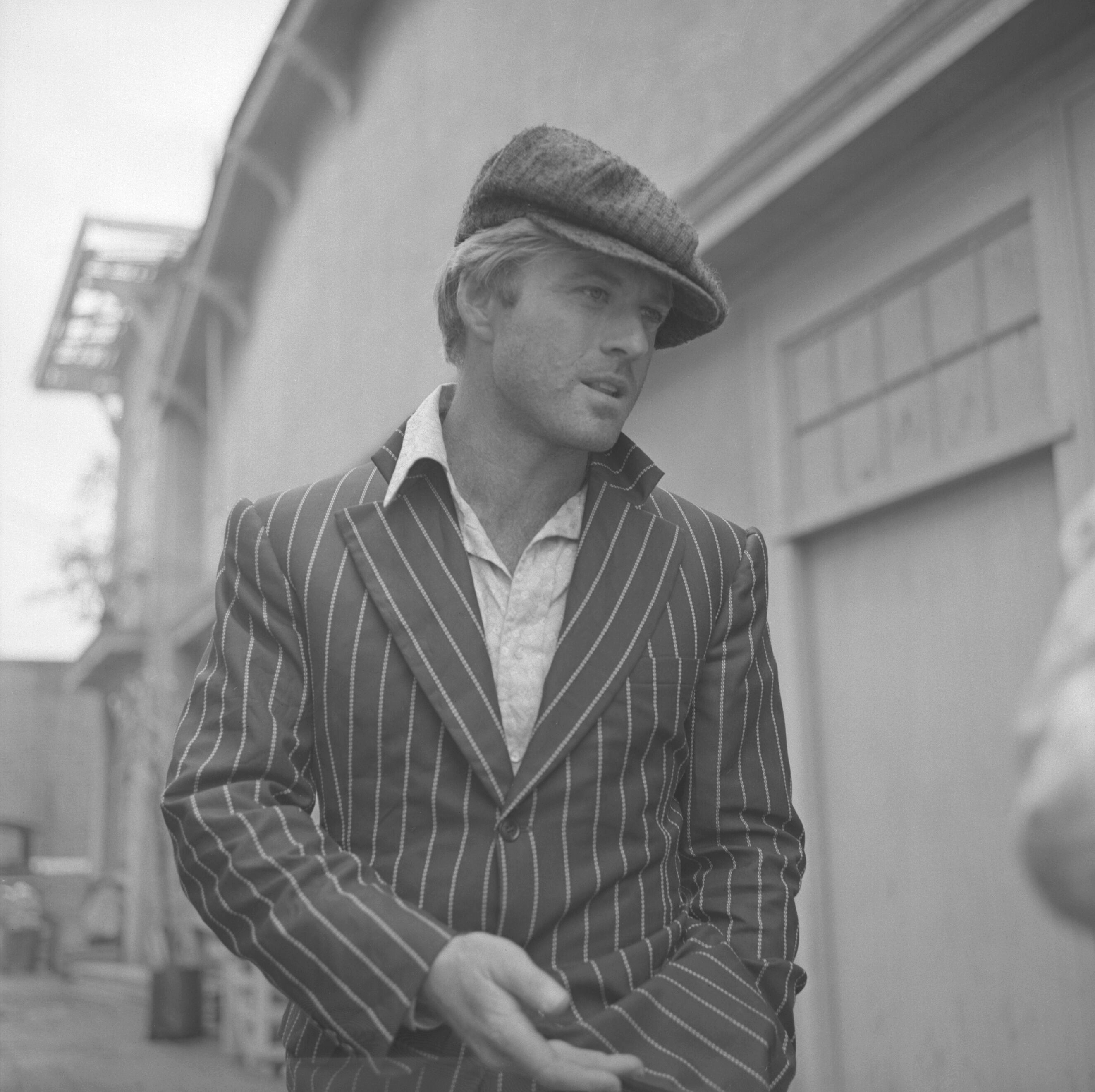
『スティング』（1973年）
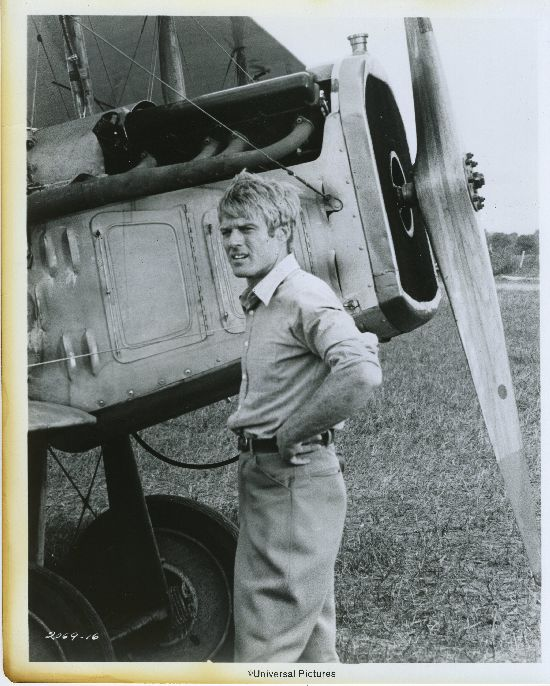
『華麗なるヒコーキ野郎』（1975年）
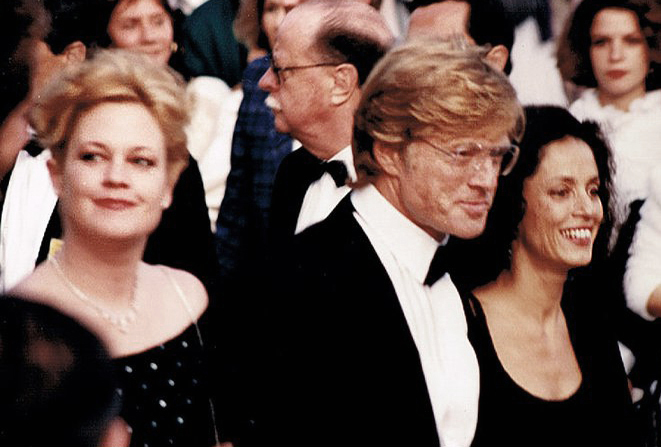
カンヌ国際映画祭にて（1988年）

## フィルモグラフィ

### 出演
| 年   | 題名                                                                            | 役名                               | 備考                                                                                            | 吹替                                                                   |
| ---- | ------------------------------------------------------------------------------- | ---------------------------------- | ----------------------------------------------------------------------------------------------- | ---------------------------------------------------------------------- |
| 1962 | 戦争狩り Warhunt                                                                | ロイ                               |                                                                                                 |                                                                        |
| 1965 | サンセット物語 Inside Daisy Clover                                              | ウエイド・ルイス                   | 井上真樹夫（テレビ東京版）                                                                      |                                                                        |
| 1965 | 戦場はどこだ! Situation Hopeless but not serious                                | ハンク・ウィルソン                 |                                                                                                 |                                                                        |
| 1966 | 雨のニューオリンズ This Property is Condemned                                   | オーウェン                         | 広川太一郎                                                                                      |                                                                        |
| 1966 | 逃亡地帯 The Chase                                                              | チャーリー・リーヴス               | 伊武雅刀（TBS版） 山端零（VOD版）                                                               |                                                                        |
| 1967 | 裸足で散歩 Barefoot in The Park                                                 | ポール                             | 野沢那智（東京12ch版、テレビ朝日版） 三上哲（VOD版）                                            |                                                                        |
| 1969 | 明日に向って撃て! Butch Cassidy and the Sundance Kid                            | サンダンス・キッド                 | 広川太一郎（LD版） 久富惟晴（フジテレビ版） 東地宏樹（オンデマンド版） 野沢那智（機内上映版）   |                                                                        |
| 1969 | 夕陽に向って走れ Tell Them Willie Boy Is Here                                   | クリストファー・クーパー（クープ） | 野沢那智（テレビ朝日版）                                                                        |                                                                        |
| 1969 | 白銀のレーサー Downhill Racer                                                   | デヴィッド                         | 仲村秀生                                                                                        |                                                                        |
| 1970 | お前と俺 Little Fauss and Big Halsy                                             | ハルシー・ノックス                 |                                                                                                 |                                                                        |
| 1972 | 大いなる勇者 Jeremiah Johnson                                                   | ジェレマイア・ジョンソン           | 日下武史                                                                                        |                                                                        |
| 1972 | 候補者ビル・マッケイ The Candidate                                              | ビル・マッケイ                     | 野沢那智                                                                                        |                                                                        |
| 1972 | ホット・ロック The Hot Rock                                                     | ジョン                             | 野沢那智                                                                                        |                                                                        |
| 1973 | スティング Sting                                                                | ジョニー・フッカー                 | 内田夕夜（ソフト版） 柴田恭兵（日本テレビ版） 山寺宏一（テレビ朝日版） 広川太一郎（機内上映版） |                                                                        |
| 1973 | 追憶 The Way We Were                                                            | ハベル・ガードナー                 | 有川博（テレビ版） 野沢那智（機内上映版）                                                       |                                                                        |
| 1974 | 華麗なるギャツビー The Great Gatsby                                             | ジェイ・ギャツビー                 | 森川智之（ソフト版） 北村総一朗（日本テレビ版） 広川太一郎（TBS版）                             |                                                                        |
| 1975 | 華麗なるヒコーキ野郎 The Great Waldo Pepper                                     | ウォルド・ペッパー                 | 広川太一郎                                                                                      |                                                                        |
| 1975 | コンドル The three days of the Condor                                           | ジョー・ターナー（コンドル）       | 野沢那智                                                                                        |                                                                        |
| 1976 | 大統領の陰謀 All the President's Men                                            | ボブ・ウッドワード                 | 広川太一郎（TBS版）                                                                             |                                                                        |
| 1977 | 遠すぎた橋 A Bridge Too Far                                                     | クック少佐                         | 川島得愛（ソフト版） 広川太一郎（日本テレビ版）                                                 |                                                                        |
| 1979 | 出逢い The Electric Horseman                                                    | ノーマン・スティール（サニー）     | 野沢那智 平田広明（補完部分）                                                                   |                                                                        |
| 1980 | ブルベイカー Brubaker                                                           | ヘンリー・ブルベイカー             | 野沢那智                                                                                        |                                                                        |
| 1984 | ナチュラル The Natural                                                          | ロイ・ホブス                       | 野沢那智                                                                                        |                                                                        |
| 1985 | 愛と哀しみの果て Out of Africa                                                  | デニス・フィンチ・ハットン         | 野沢那智（日本テレビ版） 古川登志夫（ソフト版）                                                 |                                                                        |
| 1986 | 夜霧のマンハッタン Legal Eagles                                                 | トム・ローガン                     | 広川太一郎（テレビ東京版） 野沢那智（機内上映版）                                               |                                                                        |
| 1990 | ハバナ Havana                                                                   | ジャック・ウェイル                 | 野沢那智                                                                                        |                                                                        |
| 1992 | スニーカーズ Sneakers                                                           | マーティン・ビショップ             | 野沢那智（ソフト版） 安原義人（日本テレビ版）                                                   |                                                                        |
| 1992 | リバー・ランズ・スルー・イット A River Runs Through It                          | ナレーター                         | ノンクレジット                                                                                  | 谷口節                                                                 |
| 1993 | 幸福の条件 Indecent Proposal                                                    | ジョン・ゲージ                     |                                                                                                 | 野沢那智                                                               |
| 1996 | アンカーウーマン Up Close & Personal                                            | ウォーレン                         | 野沢那智                                                                                        |                                                                        |
| 1998 | モンタナの風に抱かれて The Horse Whisperer                                      | トム・ブッカー                     | 兼監督・製作                                                                                    | 磯部勉                                                                 |
| 2001 | スパイ・ゲーム Spy Game                                                         | ネイサン・D・ミュアー              |                                                                                                 | 野沢那智（ソフト版） 磯部勉（フジテレビ版） 広川太一郎（テレビ東京版） |
| 2001 | ラスト・キャッスル The Last Castle                                              | アーウィン陸軍中将                 | 野沢那智                                                                                        |                                                                        |
| 2004 | 二重誘拐 The Clearing                                                           | ウェイン・ヘイズ                   | 野沢那智                                                                                        |                                                                        |
| 2004 | セイクレッド・プラネット 生きている地球 SACRED PLANET                           | ナレーター                         | ドキュメンタリー                                                                                | 有本欽隆                                                               |
| 2005 | アンフィニッシュ・ライフ An Unfinished Life                                     | アイナー                           |                                                                                                 | 菅生隆之                                                               |
| 2006 | シャーロットのおくりもの Charlotte's Web                                        | 馬のアイク                         | 声の出演                                                                                        | 高橋英樹                                                               |
| 2007 | 大いなる陰謀 Lions for Lambs                                                    | スティーブン・マレー教授           | 兼監督・製作                                                                                    | 菅生隆之                                                               |
| 2012 | ランナウェイ/逃亡者 The Company You Keep                                        | ジム・グラント / ニック・スローン  | 兼監督・製作                                                                                    | 石塚運昇                                                               |
| 2013 | オール・イズ・ロスト 〜最後の手紙〜 All Is Lost                                 | 我らの男                           |                                                                                                 | 市川海老蔵                                                             |
| 2014 | キャプテン・アメリカ/ウィンター・ソルジャー Captain America: The Winter Soldier | アレクサンダー・ピアース           | 田中秀幸                                                                                        |                                                                        |
| 2015 | ロング・トレイル! A Walk in the Woods                                           | ビル・ブライソン                   | 兼製作                                                                                          | 堀勝之祐                                                               |
| 2015 | ニュースの真相 Truth                                                            | ダン・ラザー                       | 日本公開は2016年8月                                                                             | 菅生隆之                                                               |
| 2016 | アメリカ・ワイルド National Parks Adventure                                     | ナレーター                         |                                                                                                 |                                                                        |
| 2016 | ピートと秘密の友達 Pete's Dragon                                                | ミーチャム                         | 勝部演之                                                                                        |                                                                        |
| 2017 | ザ・ディスカバリー The Discovery                                                | トーマス・ハーバー                 | 佐々木敏                                                                                        |                                                                        |
| 2017 | 夜が明けるまで Our Souls at Night                                               | ルイス・ウォーター                 | 兼製作                                                                                          | 勝部演之                                                               |
| 2018 | さらば愛しきアウトロー The Old Man and the Gun                                  | フォレスト・タッカー               | 兼製作                                                                                          | （吹き替え版なし）                                                     |
| 2019 | アベンジャーズ/エンドゲーム Avengers: Endgame                                   | アレクサンダー・ピアース           |                                                                                                 | 田中秀幸                                                               |

### 監督・製作
| 公開年 | 題名                                                           | 担当             | 備考                                                   |
| ------ | -------------------------------------------------------------- | ---------------- | ------------------------------------------------------ |
| 1980   | 普通の人々 Ordinary People                                     | 監督             | アカデミー監督賞 受賞 ゴールデングローブ賞 監督賞 受賞 |
| 1987   | プロミスト・ランド/青春の絆 The Promised Land                  | 製作総指揮       |                                                        |
| 1988   | ミラグロ/奇跡の地 The Milagro Beanfield War                    | 監督             |                                                        |
| 1988   | ダルク家の三姉妹 Some Girls                                    | 製作総指揮       |                                                        |
| 1991   | ダーク・ウィンド The Dark Wind                                 | 製作総指揮       |                                                        |
| 1992   | リバー・ランズ・スルー・イット A River Runs Through It         | 監督・製作・出演 | 出演はノンクレジット                                   |
| 1992   | インシデント・アット・オグララ Incident At Oglala              | 製作総指揮       | ドキュメンタリー                                       |
| 1994   | クイズ・ショウ Quiz Show                                       | 監督・製作       |                                                        |
| 1996   | 彼女は最高 She's the One                                       | 製作             |                                                        |
| 1998   | モンタナの風に抱かれて The Horse Whisperer                     | 監督・出演       |                                                        |
| 1998   | Fカップの憂うつ Slums of Beverly Hills                         | 製作総指揮       |                                                        |
| 1999   | ノー・ルッキング・バック No Looking Back                       | 製作             |                                                        |
| 1999   | シビル・アクション A Civil Action                              | 製作             |                                                        |
| 2000   | バガー・ヴァンスの伝説 The Legend of Bagger Vance              | 監督・製作       |                                                        |
| 2000   | 舞台よりすてきな生活 How to Kill Your Neighbor's Dog           | 製作             |                                                        |
| 2002   | ニューヨーク 最後の日々 People I Know                          | 製作総指揮       |                                                        |
| 2003   | モーターサイクル・ダイアリーズ Diarios de motocicleta          | 製作総指揮       |                                                        |
| 2007   | 大いなる陰謀 Lions for Lambs                                   | 監督・製作・出演 |                                                        |
| 2010   | 声をかくす人 The Conspirator                                   | 監督・製作       |                                                        |
| 2012   | ランナウェイ/逃亡者 The Company You Keep                       | 監督・製作・出演 |                                                        |
| 2015   | サスペクツ・ダイアリー すり替えられた記憶 The Adderall Diaries | 製作総指揮       |                                                        |
| 2019   | ムスタング The Mustang                                         | 製作総指揮       |                                                        |

## 受賞歴

### アカデミー賞
受賞
1980年度 アカデミー監督賞:『普通の人々』
2001年度 アカデミー名誉賞
ノミネート
1973年度 アカデミー主演男優賞:『スティング』
1994年度 アカデミー作品賞、アカデミー監督賞:『クイズ・ショウ』

### 英国アカデミー賞
受賞
1971年 主演男優賞:『明日に向って撃て!』、『白銀のレーサー』、『夕陽に向って走れ』
ノミネート
1995年 作品賞:『クイズ・ショウ』

### ゴールデングローブ賞
受賞
1966年 有望若手男優賞:『サンセット物語』
1975年 ヘンリエッタ賞
1977年 ヘンリエッタ賞
1978年 ヘンリエッタ賞
1981年 監督賞:『普通の人々』
1994年 セシル・B・デミル賞
ノミネート
1993年 監督賞:『リバー・ランズ・スルー・イット』
1995年 監督賞:『クイズ・ショウ』
1999年 監督賞:『モンタナの風に抱かれて』
2013年 主演男優賞（ドラマ部門）:『オール・イズ・ロスト 〜最後の手紙〜』
2018年 主演男優賞 (ミュージカル・コメディ部門)『さらば愛しきアウトロー』

## 日本語吹き替え
主に担当したのは、以下の二人である。
野沢那智
『裸足で散歩』（東京12ch版）で初担当。最も多く吹き替えており、「（日本語吹き替え版の）レッドフォード役といえばこの人」と評されている。
生前の野沢はレッドフォードについて「顔がきれいで印象を壊しちゃいけないから、タッチの強い台詞が言えない。いちばん難しい」と吹き替える上での難しさを度々語っており、吹き替える際には「（マイクが4本あったら）一番右のマイクに行き、共演者の皆が見える所で演じると、フランクな気持ちになって、楽になってやりやすい」と野沢流の“作法”を明かしており、吹き替える上では独自のこだわりを持って務めていたという。
広川太一郎
『雨のニューオリンズ』（日本テレビ版）で初担当。野沢の次に多く吹き替えている。
後年は担当する機会が減ったものの、『大統領の陰謀』（TBS版、先述の野沢も自身の持ち役の一人であるダスティン・ホフマンの吹き替えで広川と共演している）での“ダンディ広川”とも評される名演から「またもう一度、広川さんにあのダンディなお声でロバート・レッドフォードをアテて頂きたい」という当時のテレビ東京のプロデューサーの希望から『スパイ・ゲーム』は広川による新録吹替が制作されることもあった。なお、同作はシリアスな作品であるにもかかわらず広川はいざという時のアドリブに備えて台本に多数のダジャレを書き込んでいたといい、共演者は「やっぱりすごいなぁと思いましたね」とそのプロ意識に驚嘆したとのこと。
アニメ『キャプテン・フューチャー』ではレッドフォードをモデルにした主人公カーティス・ニュートンの声を担当した。
このほかにも、菅生隆之、田中秀幸、磯部勉、勝部演之なども複数回、声を当てている。

## 関連書籍
- アンドリュー・アルバネーゼ/ブランドン・トリスラー編/佐々田雅子訳『グラデュエーションデイ ～未来を変える24のメッセージ』2007年4月。ISBN 9784903825007。本書にスピーチが収録。